# René Cambon
Pour les articles homonymes, voir Cambon.
René Cambon, né le 25 octobre 1919 à Toulouse et mort le 25 juillet 1989 à Marseille, est un écrivain français, auteur de plusieurs romans d'espionnage, souvent mâtinés par un récit policier.

## Biographie
Dans les années 1960 et 1970, il publie plusieurs romans mi-policier, mi-d'espionnage qui ont souvent pour héros l'officier corse du 2e Bureau Antoine Frédenucci, « dur à cuire d'une authenticité convaincante, et son ami Francis Bonnet ». En 1965, Jean Marais (alias Antoine Donadieu) incarne le personnage d'Antoine Frédenucci, un agent des Services Secrets français, dans Train d'enfer, adaptation au cinéma par Gilles Grangier du roman Combat de nègres.
Outre la série avec Frédenucci, René Cambon « signe le chef-d'œuvre du roman d'espionnage humoristique, Le Fou du labo 4, où services secrets et truands se disputent le secret d'un gaz euphorisant inventé par un savant fou, Bellanchon ». Jean Lefebvre incarne Bellanchon dans le film homonyme réalisé par Jacques Besnard en 1967.

## Œuvre

### Romans

#### SérieAntoine Frédenucci
- Opération Sardine, Éditions Denoël, Crime-club no 33 (1961)
- Combat de nègres, Éditions Denoël, Crime-club no 208 (1962)
- Les Cierges de Saint-Antoine, Éditions Denoël, Crime-club no 214 (1963)
- L'Oiseau rare, Éditions Denoël, Crime-club no 227 (1964)
- Les Pirates, Éditions Denoël, Crime-club no 243 (1966)
- Le Caissier du diable, Éditions Denoël, Crime-club no 261 (1968)

#### Autres romans
- Entre l'enclume et le marteau, Éditions Denoël, Crime-club no 255 (1967)
- Le Fou du labo 4, Éditions Denoël, Crime-club no 248 (1967)
- Nos chers disparus, Éditions Denoël, Crime-club no 276 (1968)
- Le bon grain est livré, Éditions Denoël, Super Crime-club no 305 (1972)
- Machination pour un cocu, Éditions Denoël, Super Crime-club no 314 (1973)
- La Verrue, Éditions Denoël, Super Crime-club no 339 (1974)

#### Science Fiction
- L'homme double Editions Hachette, Le Rayon fantastique (no 74, 1960)

## Filmographie

### Adaptations
- 1965 : Train d'enfer, film français réalisé par Gilles Grangier, adaptation de Combat de nègres, avec Jean Marais
- 1967 : Le Fou du labo 4, film français réalisé par Jacques Besnard, adaptation du roman homonyme, avec Jean Lefebvre dans le rôle du savant fou Bellanchon.

## Sources
- Claude Mesplède (dir.), Dictionnaire des littératures policières, vol. 1 : A - I, Nantes, Joseph K, coll. « Temps noir », 2007, 1054 p. (ISBN 978-2-910-68644-4, OCLC 315873251), p. 344
- Jean Tulard, Dictionnaire du roman policier : 1841-2005. Auteurs, personnages, œuvres, thèmes, collections, éditeurs, Paris, Fayard, 2005, 768 p. (ISBN 978-2-915793-51-2, OCLC 62533410), p. 116.